# Fortuna Ehrenfeld
Fortuna Ehrenfeld ist eine deutschsprachige Indie-Pop-Band aus Köln.

## Geschichte
Fortuna Ehrenfeld ist ein Bandprojekt des Kölner Musikproduzenten, Komponisten und Texters Martin Bechler.
Im Studio arbeitet Bechler zusammen mit Produzent René Tinner. Texte und Musik schreibt Bechler selbst. Auch die Instrumente spielt er selbst im Studio ein.
Das erste Album erschien 2016 unter dem Namen Das Ende der Coolness Vol.2 bei Peng! / Kick-Media Music GmbH. Auf der Suche nach einer geeigneten Bookingagentur wurde Bechler beim Hamburger Musiklabel Grand Hotel van Cleef fündig, bei der er im August 2017 zudem sein zweites Album Hey Sexy veröffentlichte.
Auf der Bühne tritt die Band als Trio auf, anfangs in wechselnder Besetzung. Im Sommer 2017 spielten sie ihren ersten großen Auftritt mit Jenny Thiele am Keyboard und Paul Leonard Weißert am Schlagzeug beim 15-jährigen Jubiläum ihrer Plattenfirma vor 10.000 Gästen. Anschließend folgten Auftritte in ganz Deutschland. Anfang 2018 waren sie als Vorgruppe für die Hamburger Indie-Band Kettcar, die von derselben Plattenfirma verlegt wird, in Deutschland, Österreich und der Schweiz unterwegs. Im Februar 2018 spielten sie auf dem Beach Motel van Cleef-Festival, zu dem sie auch die Festival-Hymne beisteuerten. Im Sommer 2018 folgten einige weitere Konzerte mit Kettcar.
Im Mai 2019 erschien das dritte Album Helm ab zum Gebet, zusätzlich veröffentlichten sie mit Debout pour ma prière ein Album in französischer Sprache, teils mit übersetzten Versionen der Songs von Hey Sexy. Das Album wurde 2020 in Frankreich veröffentlicht, gefolgt von einer kleinen Tour dort.
Im Februar 2020 kehrte Jannis Bentler als Schlagzeuger zurück. Im Juni 2021 erschien das Album Die Rückkehr zur Normalität auf dem im Jahr zuvor gegründeten eigenen Label Tonproduktion. Ende 2022 stieg Jenny Thiele aus, um eigene Projekte zu fördern. Die Keyboards wurden im Anschluss durch Elin Bell besetzt, die die Band im Juni 2024 wieder verließ. Die „Universum“-Tour im Herbst 2024 wurde als vorläufig letzte der Band vor einer unbestimmten Pause angekündigt. Für diese Tour kehrt Jenny Thiele wieder zur Band zurück.

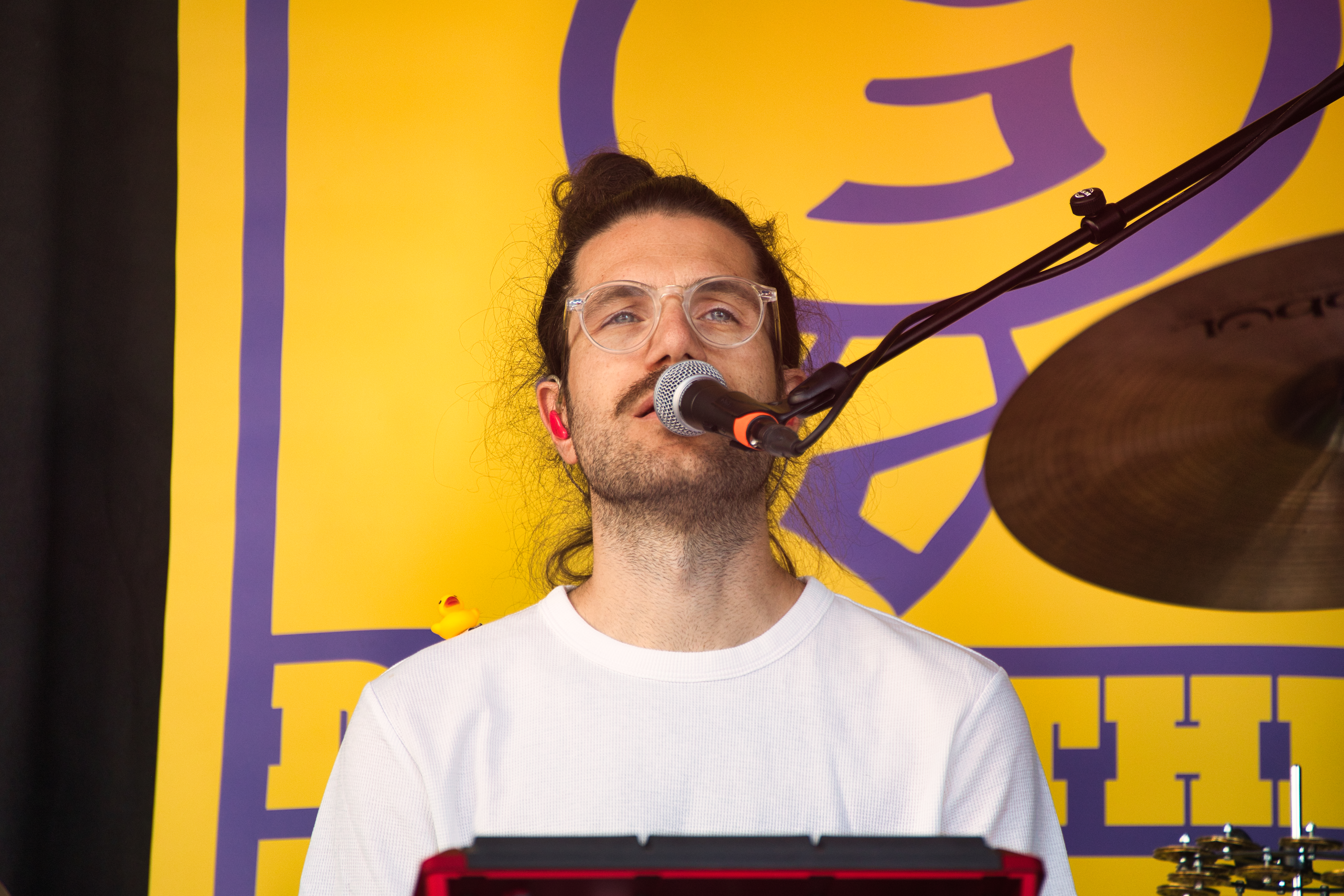
Jannis Knüpfer
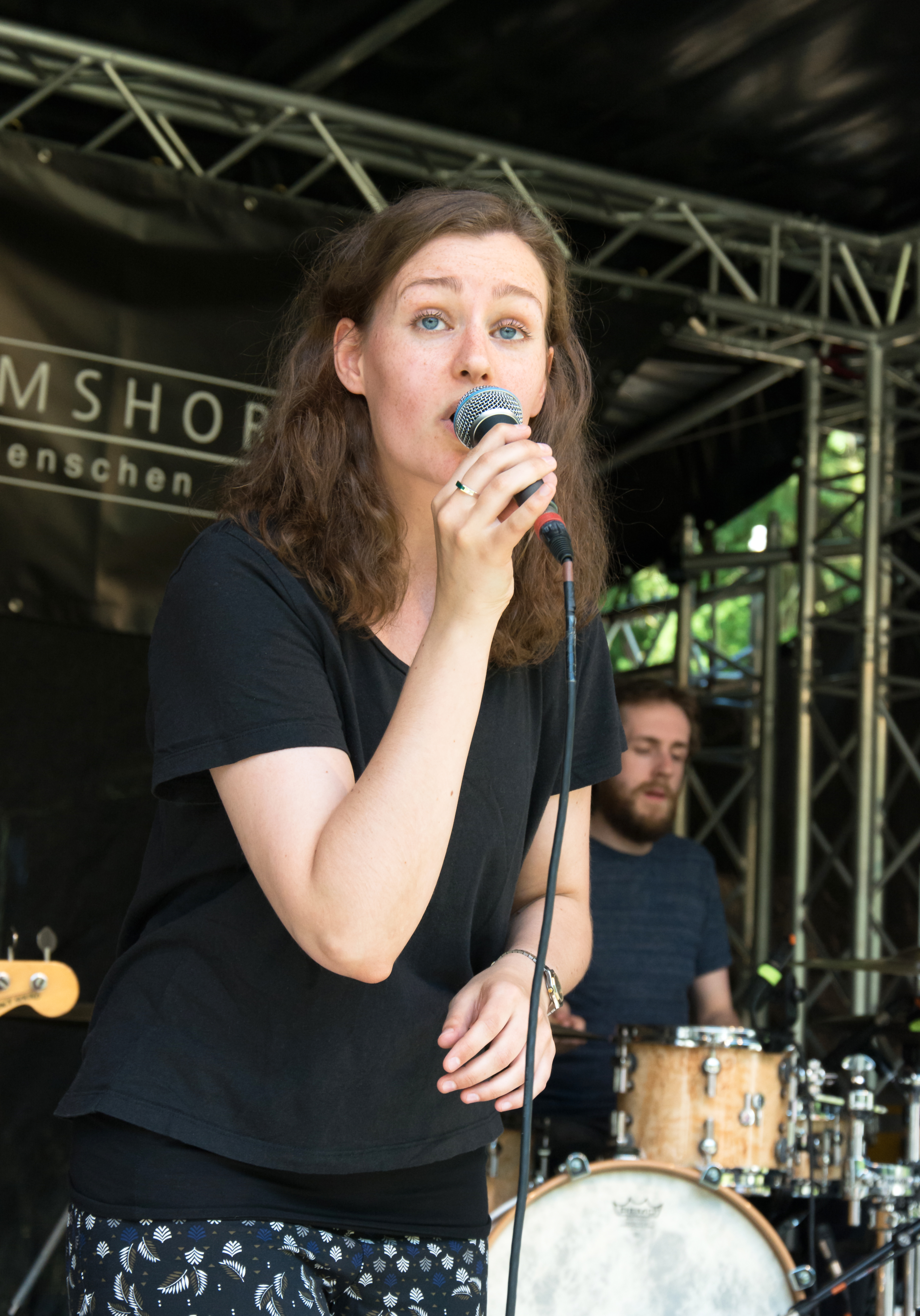
Elin Bell, 2017
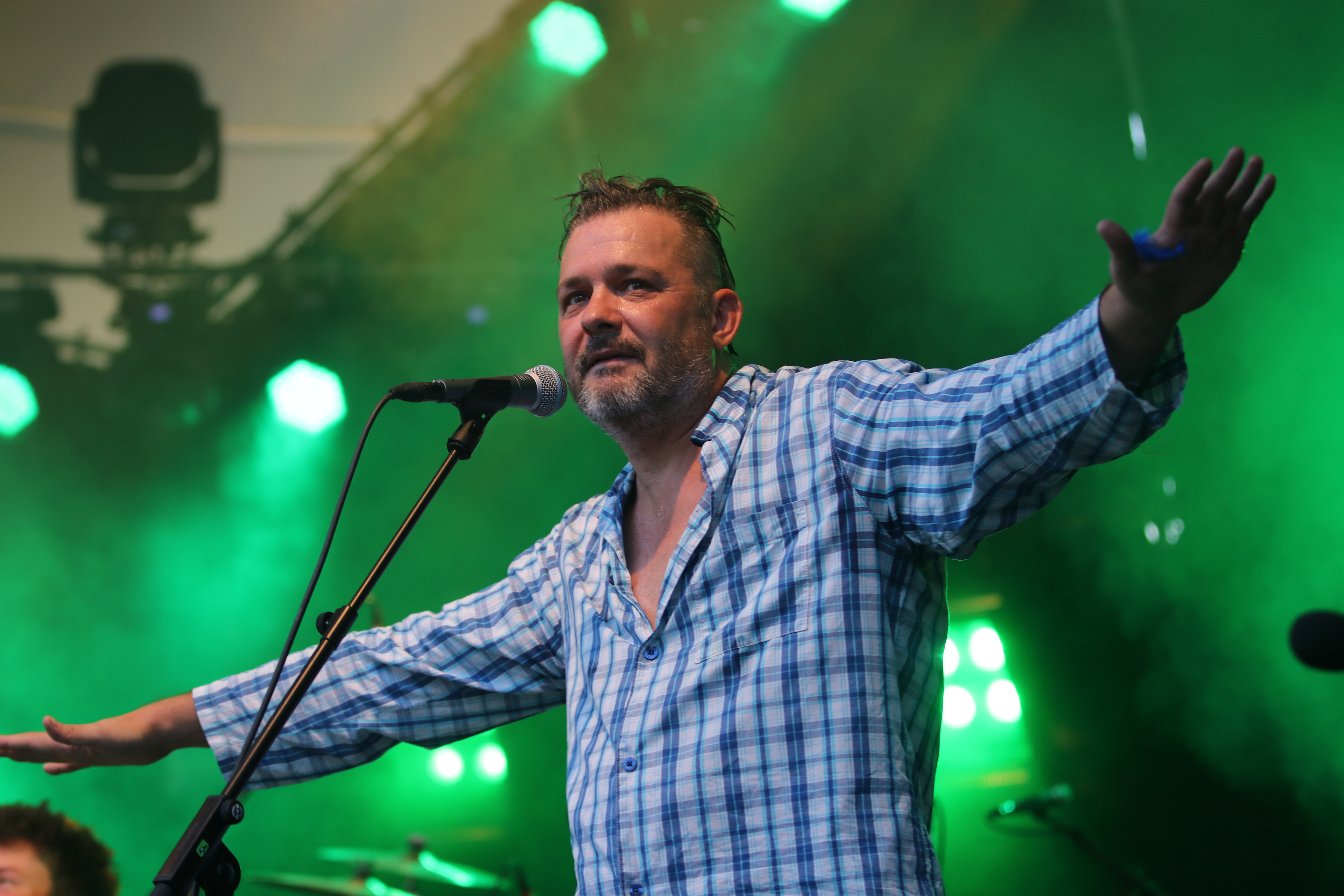
Martin Bechler, 2018

## Diskografie
Alben
- 2016: Das Ende der Coolness Vol.2[10]
- 2017: Hey Sexy[11]
- 2019: Helm ab zum Gebet[12]
- 2019: Debout pour ma prière[13]
- 2021: Die Rückkehr zur Normalität
- 2022: Das letzte Kommando – Live in der Kölner Philharmonie
- 2022: Solo
- 2023: Glitzerschwein
- 2024: Solo live
- 2024: Universum

Singles
- 2018: Arsch am Meer (erschienen als limitierte 7-Inch-Vinyl[14])
- 2019: Helm ab zum Gebet (7-Inch-Vinyl[15])
- 2023: Auf Sankt Pauli ist der Abendstern gebor´n (Fortuna Ehrenfeld feat. Die Tüdelband)

EPs
- 2019: Die Lieder vom Regenradar und den Mandelviolinen

Sonstiges
- 2017: Liederbuch (Noten und Liedtexte zum Album Hey Sexy[16])
- 2019: Liederbuch (Noten und Liedtexte zum Album Helm ab zum Gebet und der EP Die Lieder vom Regenradar und den Mandelviolinen)
- 2021: Die Rückkehr zur Normalität (limitierte Buch-Edition mit Noten und Liedtexten zu diesem Album)

## Auszeichnungen
- 2024: Deutscher Kleinkunstpreis in der Sparte Musik[17]